# Alexander v. Yale
Aux États-Unis, Alexander v. Yale (631 F.2d 178, 2d Cir. 1980) est, en 1980, la première affaire judiciaire s'appuyant sur le Titre IX afin de poursuivre un établissement universitaire pour harcèlement sexuel. Le tribunal conclut que le harcèlement sexuel des étudiants constitue une discrimination et qu'il est donc illégal.

## Plaignants
Les plaignantes sont Ronni Alexander, Margery Reifler, Pamela Price, Lisa E. Stone et Ann Olivarius (en). Toutes ont été inscrites au Yale College entre 1973 et 1980.
Alexander et Reifler déclarent avoir subi un harcèlement sexuel et/ou une agression sexuelle de la part d'un professeur de musique (Keith Brion (en)) et d'un entraîneur de hockey ; elles déclarent que Yale ne propose aucune procédure pour recueillir leurs plaintes. Pamela Price a annoncé avoir subi ce qui, aujourd'hui, constitue un cas classique de harcèlement sexuel, à savoir que son enseignant a proposé de lui décerner la note maximale si elle se pliait à ses désirs sexuels. Lisa Stone dit que son professeur d'anglais, Michael George Cooke (en), lui a fait des avances pendant ses heures de travail et lui a posé la main sur le genou. Ann Olivarius soutient que l'absence de toute procédure pour signaler les problèmes de harcèlement sexuel l'ont obligée à prendre sur son temps et ses deniers personnels pour aider ses amies étudiantes victimes de ce harcèlement sexuel ; en outre, dans le cadre de ses efforts pour les aider, elle a reçu des menaces de la part des hommes visés par l'enquête ; elle estime que Yale a manqué à son obligation de la protéger contre ces individus.
Au niveau de la cour du district, John Winkler, membre de l'équipe pédagogique et directeur de mémoire de Lisa Stone, annonce que l'ambiance toxique issue du harcèlement sexuel lui interdit désormais d'avoir une relation saine avec ses étudiants. Toutefois, il ne se joint pas aux plaignantes en appel.
Les plaignantes ne réclament pas de compensation financière de la part de Yale. Elles demandent que le tribunal ordonne à l'établissement de prévoir une procédure permettant aux étudiants de signaler un problème de harcèlement sexuel.

## Décision judiciaire
Les plaignants sont conseillées par Catharine MacKinnon, fraîchement diplômée de la Yale Law School. À cette époque, MacKinnon travaille sur son ouvrage, Sexual Harassment of Working Women, et en distribue des exemplaires en pré-publication au Women’s Rights Litigation Clinic de la Rutgers Law School, qui représente Alexander et les autres plaignants. Alexander v. Yale représente l'une des premières applications de la thèse de MacKinnon, selon laquelle le harcèlement sexuel constitue une discrimination fondée sur le genre.
Les plaignants soutiennent que le harcèlement sexuel est une discrimination sexuelle ; ainsi, l'université Yale contrevient au Titre IX, qui interdit aux institutions d'enseignement financées par le gouvernement fédéral de commettre des discriminations fondées sur le genre. Cette stratégie de plaidoirie, appuyée sur le Titre IX, est développée par MacKinnon, Olivarius et Anne E. Simon. La cour de district valide leur argumentation et, dans son jugement, elle précise : « Il est tout fait raisonnable de soutenir que, si la progression à l'université est conditionnée à l'acceptation de demandes sexuelles, alors il s'agit d'une discrimination fondée sur le genre dans l'enseignement ». La cour conclut néanmoins que Price n'a pas reçu d'avances sexuelles en échange de meilleures notes. Les autres plaignants sont déboutés car soit leurs déclarations sont contestées puisqu'elles ont obtenu leurs diplômes, soit elles sont impossibles à étayer.
Les femmes interjettent appel. L'Equal Rights Advocates (en) et les Women Organized Against Sexual Harassment ont déposé un mémoire à titre bénévole lors de l'appel de Alexander v. Yale. L'ACLU et d'autres déposent aussi un mémoire. La Cour of Appeals reconnaît le jugement en première instance et déclare en outre que les réclamations ne sont plus valables, car Yale a instauré une procédure pour traiter les plaintes.

## Conséquences
Même si aucune des plaignantes n'a obtenu gain de cause, elles sont parvenues à leur objectif : Yale a établi une procédure pour accueillir les plaintes et le tribunal a statué que le harcèlement sexuel constitue une discrimination. Après l'affaire, la plupart des universités américaines créent des procédures pour les faits de harcèlement sexuel.
L'affaire est suivie par plusieurs médias nationaux comme The New York Times, Time magazine  et The Nation, qui ont concouru à la notion, alors émergente, de harcèlement sexuel.
En 1986, la Cour suprême des États-Unis, dans l'arrêt Meritor Savings Bank v. Vinson (en), déclare qu'un environnement hostile au travail constitue une discrimination sexuelle, ce qui confère une légitimité accrue au jugement Alexander v. Yale.